# Programa Farmácia Básica
O Programa Farmácia Básica (PFB) é uma ação criada em 5 de agosto de 1997 pelo Ministério da Saúde do Brasil, durante o governo Fernando Henrique Cardoso, como parte do Sistema Único de Saúde (SUS), para a distribuição gratuita de medicamentos essenciais.

## Histórico
Em 1971, com a criação da Central de Medicamentos (Ceme), a Assistência Farmacêutica no setor público, incluindo os medicamentos básicos, passou a ser executada de forma centralizada. 
Em 1987, foi instituída uma Farmácia Básica, proposta do governo federal, para racionalizar o fornecimento de medicamentos para a atenção primária em saúde. Previa módulos padrão de medicamentos, de modo a atender as necessidades de uma população de 3 mil habitantes. Constituída por 48 medicamentos, todos constantes da Relação Nacional de Medicamentos Essenciais (Rename), destinava-se a atender as doenças prevalentes mais comuns, em especial no nível ambulatorial, mas esta iniciativa mostrou-se ineficiente em razão de vários fatores, como o envio de remédios próximos à data de vencimento, sendo descontinuado em 1997 embora, nesse período, tenha sido criada uma infraestrutura logística com "a estruturação das Centrais de Medicamentos Básicos (CMB) nas Secretarias Estaduais de Saúde e das Centrais de Distribuição de Medicamentos (CDM) no Instituto Nacional de Assistência Médica e Previdência Social (Inamps).
Assim, em substituição à Ceme, o PFB foi criado pelo Ministério da Saúde "sob coordenação da Diretoria de Programas Estratégicos, desenvolvido com base nos mesmos parâmetros da Farmácia Básica da Ceme, modulado para atender 3 mil habitantes em municípios com população de até 21 mil habitantes. Os medicamentos, adquiridos pelo Ministério da Saúde, eram repassados a polos de distribuição, localizados em cada uma das regiões do país".
O PFB foi, mais tarde, reformulado e deixou de ter a intermediação estadual, atuando diretamente com os municípios. A partir de então os municípios são os responsáveis pela manutenção do Programa.